# The Love School
The Love School - Escola do Amor é um programa brasileiro de televisão, exibido pela Record, aos sábados às 12h (em algumas praças). Estreou em 19 de novembro de 2011 sob o comando de Cristiane Cardoso e Renato Cardoso, tratando de temas relacionados à área sentimental.
Um compacto do programa também é exibido aos sábados pela Record News, sob o nome de Escola do Amor Responde, onde os apresentadores tiram dúvidas dos telespectadores. Em 2016 as reprises desde o primeiro ano foram exibidas na RedeTV!, às 17h de segunda a sexta-feira, em uma parceria feita pelas duas emissoras.
O programa não faz parte da grade comercial da Record por ser uma atração da Igreja Universal do Reino de Deus; além disso, também sofre críticas por ser uma atração religiosa no meio de uma grade comercial, prejudicando sua audiência aos sábados.

## História
The Love School estreou em 19 de novembro de 2011 sob o comando do casal Cristiane Cardoso e Renato Cardoso, indo ao ar semanalmente aos sábados às 12h, tendo uma exibição de uma hora. Os apresentadores recebem casais com problemas de relacionamento para resolverem as pendências, dando conselhos e propondo opções para adequar as situações, trazendo também conselhos de psicólogos e dicas das redes sociais. O programa também traz dúvidas e ensinamento para pessoas solteiras se estabilizarem em um relacionamento sério e conseguirem mantê-lo. Além disso, alguns casais famosos são entrevistados para contarem suas histórias e como superaram os problemas dos anos de convivência. Entre os temas destacados no programa estão os relacionamentos entre casais de diferentes classes sociais, de faixas etárias diversas, com estilos de vida opostos, namoro à distância e valorização em relacionamentos destrutivos. são alguns assuntos já abordados pelo programa.
Algumas afiliadas da emissora não exibem o programa devido a programação local. A partir de 2016 passou a ser transmitido também via internet, através do YouTube e Facebook oficial do programa. E desde 18 de Agosto de 2018, o programa também pode ser assistido na RecordPlus.

## Quadros
- Resumo da semana: resumo de notícias sobre relacionamentos, em destaque nas últimas semanas no País e no mundo;
- Dica do Rô: O Rô-Mance é um personagem fictício do programa, que traz dicas de como trazer o romance de volta ao relacionamento sem deixá-lo cair no esquecimento.
- Supervirtuosa (o): A supervirtuosa ou supervirtuoso é uma pessoa que precisa melhorar algum aspecto sobre si mesmo para o bem do seu relacionamento. No quadro, a pessoa recebe o treinamento de um profissional e faz uma surpresa para o companheiro, mostrando o resultado.
- Reality do Amor: Um casal é acompanhado por uma semana, mostrando o seu cotidiano, conflitos e dificuldades no relacionamento. Os apresentadores assistem e, a partir disso, podem aconselhar como eles podem melhorar o relacionamento e resolver seus problemas;[10]
- Casamentos pelo Mundo: Curiosidades sobre os rituais do casamento em outras culturas e outros países.
- Tire a dúvida com os professores: Os espectadores enviam perguntas por vídeo para que os apresentadores respondam.
- A dois: São dicas para que o relacionamento não caia na rotina.[11]
- Laboratório: Casais com problemas diversos ficam frente a frente para discutir a relação, para, em seguida, serem avaliados e orientados pelos apresentadores e psicólogos;[12]
- Reprovado no teste: O quadro mostra os erros mais comuns cometidos no começo da relação.
- Celebridades falam: Famosos dão dicas sobre relacionamentos.
- Amor na tela: Os apresentadores opinam e recomendam os melhores filmes para os casais.

## Outras mídias
Em 2013 foi lançada a revista The Love School, uma publicação de autoajuda para relacionamentos. No mesmo ano os apresentadores começaram a fazer palestras por todo o Brasil com as temáticas do programa, passando pelas principais capitais. Além disso algumas datas internacionais foram marcadas, palestrando por Buenos Aires, Londres, Lisboa e Madri.

## Especial
No dia 2 de julho de 2016, Renato e Cristiane comemoraram 25 anos de casados e foi exibido um programa especial de surpresa, apresentado por Reinaldo Gottino, tendo a participação de diversos jornalistas da emissora, além de músicos e outros apresentadores. Marcos Mion, Gugu Liberato, Marcelo Rezende e Xuxa enviaram vídeos em homenagem e deixaram perguntas aos apresentadores.